# Прокажена (фільм, 1976)
Про однойменний радянський німий фільм див. Прокажена (фільм, 1928)
«Прокажена» (пол. Trędowata) — художній фільм Єжи Гоффмана. Заснований на однойменному романі Гелени Мнішек.

## Сюжет
Дія фільму розгортається в Польщі на початку XX століття. Молода і бідна дворянка Стефанія Рудецька вчить дівчинку Люцію з дуже знатної родини Поповських. Стефанія закохується в майората Вальдемара Міхоровского, онука господаря маєтку Мачея. Вальдемар також закохується в Стефанію, кидає виклик вищому світу і оголошує Стефанію своєю нареченою. На балу на честь майбутнього весілля Вальдемара і Стефанії представники кола Міхоровських організовують змову проти Стефанії. Вона вибігає під дощ і після нетривалої хвороби помирає.

## У ролях
- Ельжбета Старостецька — Стефанія Рудецька, кохана внука Мачея
- Лешек Телешинський — Вальдемар Міхоровський, внук Мачея
- Чеслав Воллейко — Мачей Михоровський, дід Вальдемара
- Ядвіга Баранська — графиня Ідалія Ельзоновська, тітка Вальдемара
- Ірена Малькевич — княгиня Подгорецька, бабуся Вальдемара
- Маріуш Дмоховський — граф Барський, батько Меланії
- Анна Димна — Меланія Барська, донька графа Барського